# Блоха крысиная южная
Крысиная южная блоха, или крысиная блоха (лат. Xenopsylla cheopis, в честь фараона Хеопса; англ. oriental rat flea) — один из самых опасных видов блох (Pulicidae), переносчик чумы. Была впервые описана под названием Pulex cheopis во время экспедиции в Египет 1901 года английским банкиром и энтомологом Чарльзом Ротшильдом. В 1907 году была переименована и включена в состав рода Xenopsylla Glinkiewicz, 1907.

## Описание
Распространены повсеместно, но главным образом в тропиках и субтропиках. Длина тела около 2—3 мм (самки — 1,8—2,7; самцы — 1,4—2; червеобразные, безногие и безглазые личинки достигают в длину до 4 мм). Имаго окрашены в коричневый цвет (от светлого до тёмного оттенков). Самки откладывают яйца в гнёзда тех животных, на которых они паразитируют (при влажности 70 % и температуре около 25°). Яйца обычно развиваются в течение 2—12 дней. Xenopsylla cheopis проходит через три линьки во время личиночной стадии, которая обычно длится приблизительно 9—15 дней, но может продлиться до 200 дней в неблагоприятных условиях. Время развития куколочной стадии зависит от температуры и влажности, что может замедлить появление имаго до целого года. Ктенидий на голове нет. Являются паразитами крыс (Rattus, Nesokia) и песчанок (Gerbillinae). Являются переносчиками чумной палочки (Yersinia pestis) и Rickettsia typhi, а также промежуточными хозяевами паразитических червей цепня крысиного Hymenolepis diminuta и цепня мышиного Hymenolepis nana. Болезни могут передаваться от одного поколения к другому через яйца.